# تریتیوم
تریتیوم (به انگلیسی: Tritium) به ایزوتوپی از هیدروژن می‌گویند که عدد جرمی در آن ۳ است یعنی ۱ پروتون و دو نوترون که طبق قاعده پاولی باید رادیواکتیو باشد و همین‌طور نیز هست. تریتیوم که با نماد T یا ۳H است، به عنوان هیدروژن۳ یک ایزوتوپ پرتوزای هیدروژن است.
نیمه عمرش ۸±۴۵۰۰ روز و جرمش ۳٫۰۱۶۰۴۹۲ واحد اتمی است و در آزمایشگاه با دمای بسیار بالا تولید می‌شود.

## نحوه فروپاش
هستهٔ تریتیوم در واکنش فروپاشی بتا به هستهٔ هلیوم-۳ تبدیل شده و یک الکترون و یک پادنوترینوی الکترون آزاد می‌کند.